# Medallas oficiales conmemorativas de los Juegos Olímpicos de Barcelona 1992

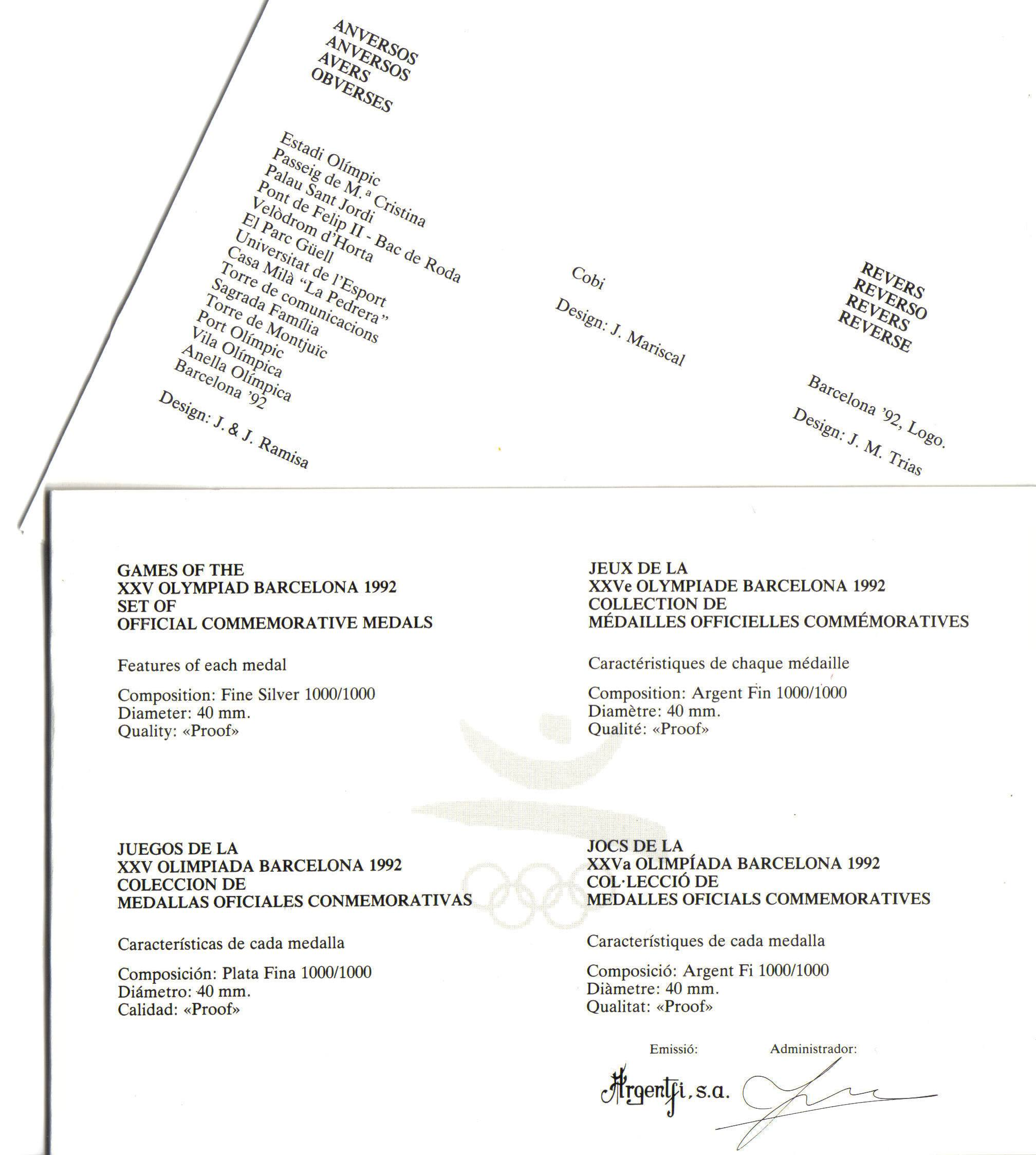
Garantía Colección 16 Medallas de plata oficiales conmemorativas Barcelona'92

La colección de Medallas Oficiales Conmemorativas de los Juegos Olímpicos de Barcelona 1992 es una colección numismática que constó de 16 emisiones con un reverso común diseñado  por Josep Maria Trias con el logotipo de los Juegos, pero con 16 diferentes motivos en los anversos. El número 16 se escogió por ser estos los días que duraron los Juegos.
El 9 de diciembre de 1988, el consejero delegado del Comité Organizador Olímpico Barcelona’92, Josep Miquel Abad y la administradora de la empresa Argentfí S.A. (empresa que cesó su actividad en el año 2001) Josefa Martínez Ortega, firmaron el contrato por el cual el COOB’92 otorgava a esta empresa la concessión de la fabricación, emisión y comercialización de la série de medallas oficiales conmemorativas de los Juegos de Verano de la XXV Olimpíada.
El 12 de diciembre de 1988, en el Museo y Centro de Estudios del Deporte Doctor Melcior Colet de la Generalidad de Cataluña se presentó la primera medalla de la serie en la cual figurava el logotipo de Barcelona’92 en el reverso y la mascota Cobi diseñada por Javier Mariscal en el anverso. Las emisiones continuaron con quince anversos más creados todos ellos por Josep Ramisa y Jordi Ramisa mediante la técnica del modelado, con como tema los monumentos más significativos de Barcelona y la ciudad misma. La colección completa de 16 medallas se presentó de nuevo en el Museo y Centro de Estudios del Deporte Doctor Melcior Colet el 13 de diciembre de 1991.
La emisión se realizó en las siguientes medidas, aleaciones y pesos: 
- Plata Fina 1000/1000, 40 mm de diámetro
- Oro 22 Quilates 917/1000, 26 mm de diámetro; 8,5 g
- Oro 22 Quilates 917/1000, 32 mm de diámetro; 17,5 g

## Exposiciones
- Museu Olímpic i de l'Esport Joan Antoni Samaranch (sección de numismática, en el centro).
- Museo y Centro de Estudios del Deporte Doctor Melcior Colet